# Rita Faltoyano
Rita Faltoyano (Budapest, 5 d'agost de 1978) és una actriu pornogràfica i model hongaresa retirada. Ha rodat més de 450 pel·lícules des que va debutar l'any 2000. Va ser la guanyadora del premi AVN a l'artista femenina estrangera de l'any 2003.

## Biografia

### Inicis
Rita Faltoyano va passar la major part de la seva infància en el caseriu dels seus avis, situat a uns 120 km de Budapest. Durant aquest període de la seva vida, Rita (que sofria especial aversió pels estudis), tenia una única obsessió: els esports. Equitació, natació (3 vegades campiona nacional júnior), i atletisme eren els seus favorits.
Als 18 anys, i animada pels seus pares, va començar a presentar-se a concursos de bellesa, obtenint la victòria en alguns i bones classificacions en uns altres. No debades, la seva mare va ser Miss Hongria l'any 1974. La seva primera aparició com a model de nus va ser en l'edició francesa de la revista Playboy.

### Carrera com a actriu porno

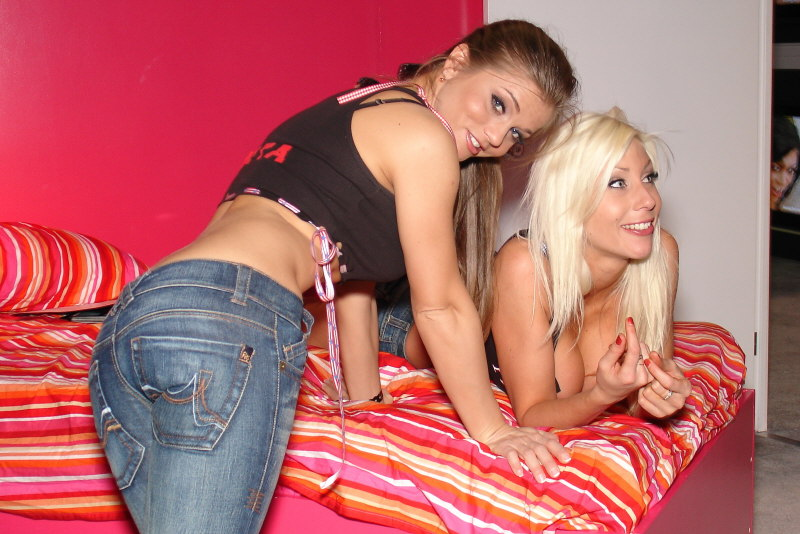
Rita Faltoyano amb Puma Swede el 2007.

Després de ser descoberta en un d'aquests concursos, un agent la va contactar i li va proposar intervenir en la pel·lícula de Pierre Woodman No sun no fun, que anava a rodar-se a terres del Carib. Rita va acceptar. Debuta així l'any 2000.
A partir de 2002 va començar a treballar per Private, protagonitzant algunes de les títols més importants de la productora com Gladiator (2002), Faust The Power Of Sex (2002) o Cleopatra (2003).
Llançada la seva carrera a Europa (el 2003, aconsegueix el premi AVN a l'artista femenina estrangera de l'any), a Rita Faltoyano se li van obrir les portes dels millors estudis pornogràfics dels Estats Units com Wicked, Vivid, Digital Playground o Ninn Work. D'aquesta manera, i especialment des del 2005 va ser freqüent veure a l'actriu rodar en produccions nord-americanes. Tal va ser el cas de Camp Cuddly Pines Power Tool Massacre (2005), Jack's Playground 30 (2005), My Plaything: Rita Faltoyano (2005), Grudge (2006), Double Penetration 4 (2007) o Playgirl: Like Lovers Do (2008).

## Vida personal
Rita va contreure matrimoni en el 2005 amb el també actor porno Tommy Gunn. Es van divorciar en el 2007.

## Curiositats
- El seu primer treball com a model de bellesa fora de Hongria el va realitzar a la Costa Brava.[5]

## Filmografia selectiva
Rita Faltoyano ha rodat 334 pel·lícules, la majoria pornogràfiques, però també algunes eròtiques com "Le Cadeau d'Anna".
- 2000 : Big Natural Tits 1
- 2001 : Sandy Does Hardcore
- 2002 : Colorsex (Christophe Mourthé)
- 2002 : The Private Life of Claudia Ricci
- 2003 : The Private Life of Rita Faltoyano
- 2004 : Ass Angels 2
- 2005 : Pussy Foot'n 13
- 2006 : The Private Life of Judith Fox
- 2006 : Pussy Party 15
- 2007 : Lucky Lesbians 2
- 2007 : Fetish de Luxe (Christophe Mourthé)
- 2008 : Members Only 6
- 2009 : Big Wet Butts 1
- 2010 : Butt Bang Bitches 1
- 2011 : Tag Team That Ass
- 2012 : Nursing Angels
- 2013 : Anal Training Day
- 2014 : Large Natural Melons
- 2015 : Best of Big Natural Tits

## Premis com a actriu porno
- 2002 Venus Award (Alemanya) - Millor actriu d'Europa de l'Est.[7]
- 2002 Festival Internacional de Cinema Eròtic de Barcelona (FICEB) - Millor Actriu per Faust: The Power of Sex;[8]
- 2003 Premi AVN a l'artista femenina estrangera de l'any.[9]
- 2004 Festival Internacional de Cinema Eròtic de Barcelona (FICEB) - Categoria: Millor escena lèsbica - Las reinas de la noche con Katsuni[cal citació]